# 許舜民
許舜民，號瞻蒲，山东莱州府潍縣人。明朝政治人物。

## 生平
萬曆十九年（1591年）辛卯科舉人，二十六年（1598年）戊戌科進士，都察院觀政，授直隶河间县知县，居官慈祥，凡事以德化，离任后县民立生祠，祀本邑乡贤。三十四年行取刑部主事，卒于官。